# Tennistoernooi van Madrid 2012
Het tennistoernooi van Madrid van 2012 werd van 5 tot en met 13 mei 2012 gespeeld op de gravel-banen van het Manzanares Park Tennis Center ("Caja Mágica") in de Spaanse hoofdstad Madrid. De officiële naam van het toernooi was Mutua Madrid Open.
Het toernooi bestond uit twee delen:
- WTA-toernooi van Madrid 2012, het toernooi voor de vrouwen
- ATP-toernooi van Madrid 2012, het toernooi voor de mannen

ATP-toernooi van Madrid – WTA-toernooi van Madrid

2009 · 2010 · 2011 · 2012 · 2013 · 2014 · 2015 · 2016 · 2017 · 2018 · 2019 · 2020 · 2021 · 2022 · 2023 · 2024